# Sarkidiornis
Genre
Sarkidiornis est un genre d'anatidés qui ne comprend que deux espèces.

## Liste des espèces
Selon la classification de référence du Congrès ornithologique international (version 15.1, 2025) :
- Sarkidiornis sylvicola Ihering, HFA & Ihering, R, 1907 – Canard sylvicole ;
- Sarkidiornis melanotos (Pennant, 1769) – Canard à bosse.